# (400016) 2006 MG13
(400016) 2006 MG13 es un asteroide perteneciente al cinturón de asteroides, descubierto el 25 de junio de 2006 por el equipo del Observatorio Farpoint desde el Observatorio Farpoint, Kansas, Estados Unidos.

## Designación y nombre
Designado provisionalmente como 2006 MG13.

## Características orbitales
2006 MG13 está situado a una distancia media del Sol de 2,568 ua, pudiendo alejarse hasta 2,963 ua y acercarse hasta 2,173 ua. Su excentricidad es 0,153 y la inclinación orbital 14,19 grados. Emplea 1503,59 días en completar una órbita alrededor del Sol.

## Características físicas
La magnitud absoluta de 2006 MG13 es 16,7.